# Emil Krause (maler)
 Der er flere personer med dette navn, se Emil Krause.
Axel Emil Krause (født 14. april 1871 i København, død 11. april 1945) var en dansk maler og raderer.
Kunstakademiet, hvortil han var bleven forberedt af Axel Hou, gennemgik han 1889—95, og i sidstnævnte år debuterede han på Charlottenborg med et portræt. Hans første studierejse førte ham 1896 til Visby; 1897 udstillede han det store Tønderidning på Amager, der indbragte ham den Neuhausenske Præmie; i efteråret samme år rejste han udenlands og dvælede en tid i tyske byer, men opholdt sig dog mest i Italien, hvor han malede nogle landskaber, som han udstillede 1898. I de følgende år tegnede han meget for dag- og ugeblade, men malede også en del, særlig interiører og portrætter. I 1902 foretog han en fem måneders rejse til Østasien. Blandt hans betydeligste malerier fra de derpå følgende år kan nævnes Min Hustrus portræt, 1904 (museet i Randers), det store Nationaldans på Færøerne, hvortil han 1904 havde gjort studierne, og som efter 1905 at være blevet lønnet med den Neuhausenske Præmie 1906 erhvervedes til Frederiksborg-museet, samt et Rejseinteriør fra Færøerne (museet i Aalborg). Senere har han udstillet værdifulde portrætter, interiører og genrebilleder. Sin første radering udførte Krause 1899. I denne kunstart, som han stadig dyrker, ofte med anvendelse af ret stort format, har han navnlig fundet en række gode motiver fra hovedstadens ældre kvarterer, ofte med udprægede lysvirkninger. Ikke få af Krauses største og bedste raderinger er trykte med farver af kunstneren selv.